# Taxi (gruppo musicale rumeno)
I Taxi sono un gruppo musicale rumeno formato nel 1999 a Bucarest.
Hanno rappresentato la Romania all'Eurovision Song Contest 2000 con il brano The Moon.

## Carriera
I Taxi si sono formati il 13 marzo 1999 nella capitale rumena. La formazione originale comprendeva Dan Teodorescu, Adrian Borțun, George Pătrănoiu e Andrei Bărbulescu, quest'ultimo rimpiazzato pochi mesi dopo da Lucian Cioargă.
Il 27 febbraio 2000 i Taxi hanno partecipato a Selecția Națională, la selezione del rappresentante rumeno per l'Eurovision, cantando Luna. Sono stati incoronati vincitori dal televoto. All'Eurovision Song Contest 2000, che si è tenuto il successivo 13 maggio a Stoccolma, hanno cantato una versione in inglese del loro brano intitolato The Moon e si sono piazzati al 17º posto su 24 partecipanti con 25 punti totalizzati. Sono stati i preferiti dalla giuria della Macedonia del Nord, dove non è stato possibile tenere un televoto.

## Formazione
- Dan Teodorescu (voce, chitarra), 1999–
- Csongor Kerezsi (basso), 2009–
- Mugurel Coman (tastiera), 2006–
- Vicky Albu (voce), 2005–
- Daria Corbu (voce) 2013–
- Bogdan Tanase (chitarra), 2018–
- Alexandru Badea (batteria), 2019–

### Membri precedenti
- Lucian Cioargă (batteria), dicembre 1999–febbraio 2003
- George Pătrănoiu (chitarra), dicembre 1999–gennaio 2006
- Andrei Bărbulescu (batteria), marzo–novembre 1999, febbraio 2003–giugno 2006
- Adrian Borțun (basso), 1999–2009
- Cantemir Neacșu (chitarra), 2006–2018
- Darius Neagu (batteria), 2006–2018

## Discografia

### Album
- 1999 - Criogenia salvează România
- 2000 - Trag un claxon
- 2001 - Americanofonia
- 2003 - C
- 2004 - Politica
- 2007 - Romantica
- 2011 - Cele 2 cuvinte
- 2014 - 15

### Raccolte
- 2002 - De cursă lungă

### Singoli
- 2000 - Luna / The Moon
- 2001 - Comunitarul
- 2004 - Noi cu cine votăm?!
- 2009 - E criza
- 2016 - Atât de trist (con Delia)
- 2017 - Inadaptat (con Delia)
- 2019 - Supradoză de dor (con Irina Rimes)